# Chrysobothris marina
Chrysobothris marina es una especie de escarabajo del género Chrysobothris, familia Buprestidae. Fue descrita científicamente por Abeille de Perrin en 1907.